# 梅明根机场
梅明根机场（德語：Flughafen Memmingen），亦称阿尔高机场、梅明格尔贝尔格机场（Flughafen Memmingerberg）或慕尼黑西部机场（München-West Airport），是位于德国下阿尔高县梅明格贝格的一座商用飛机场，距离梅明根以东约3公里，为巴伐利亚州规模最小及德国海拔最高的商用机场。其最早于1936年开始作为梅明格尔贝尔格空军基地交付纳粹德国空军第51“雪绒花”轰炸机联队使用，在第二次世界大战结束前遭到大面积轰炸破坏。自1956年起，机场由德国空军接管，自1959年起入驻第34“阿尔高”战斗轰炸机联队。在冷战期间，作为北约核共享计划的一部分，机场也存放有核武器。2000年底，根据德国空军结构调整规划，基地于2004年被关闭，随后机场转为民用。2007年中，机场开办了首条定期航线，并在2008年9月正式更名为梅明根机场。廉价航空公司瑞安航空和维兹航空占有机场大多数的航班和乘客份额。其它的国内及国际航点则由各航空公司提供季节性包机服务。

## 地理位置及交通
梅明根机场位于梅明根以东约3公里处，通过德国96号高速公路的14号出口（梅明根东）或从德国7号高速公路的梅明根枢纽均可连接至机场。此外，通过德国300号国道及德国312号国道也可抵达机场。公共交通方面，机场距离梅明根火车站约3公里，两地可搭乘2号城市巴士或810/811号区域巴士接驳。在梅明根车站设有欧城列车的定期班次通往慕尼黑和苏黎世方向，也有每日1对往返鲁尔区和奥伯斯多夫的城际列车班次。
由梅明根机场与当地巴士公司合作开办有阿尔高机场快线（Allgäu-Airport-Express），提供由机场发往乌尔姆、莱希河畔兰茨贝格、圣加伦、苏黎世和克莱因瓦尔瑟塔尔的直达巴士以及每小时一班前往慕尼黑的通勤巴士。其它巴士运营商则还设有班车连接奥格斯堡、班贝格、埃尔兰根、纽伦堡和因戈尔施塔特。
为了满足从梅明格尔贝尔格往机场方向日益增长的交通流量，该镇正开始考虑兴建一条环城公路。而此前另设一个高速公路出入口的要求已被当局否决。
值得注意的是，由于机场毗邻慕尼黑都市圈，瑞安航空、维兹航空等廉价航空公司为因应市场营销需求，他们会将机场称作梅明根慕尼黑西部机场或直接称为慕尼黑机场。因此，机场亦成为欧洲范围内距离同名城市最远的机场，距离慕尼黑市区约110公里。

## 历史

### 梅明格尔贝尔格空军基地（1935－1945年）
机场现址的规划及勘查工作始于1934年，当时的梅明根市长海因里希·本德尔（Heinrich Berndl）去信帝国航空部，说明在梅明根附近兴建飞行场地可以获得便利的交通连接。1936年1月21日，一座占地300米宽、1500米长的大型军用机场被批准开始在梅明格尔贝尔格动工兴建，并在同年10月18日举行封顶庆祝仪式。纳粹德国空军第255“阿尔卑斯”联队（255 Alpengeschwader）于1937年初入驻，并很快被更名为第51“雪绒花”轰炸机联队（Kampfgeschwader 51 Edelweiß）。在此期间基地所配备的机型主要为He 111轟炸機、Do 17轟炸機和Ju 88轟炸機。至1939年8月已有6座机库完工，其不断兴建的目的是为同时容纳两个组别的战斗机。
第二次世界大战爆发后，第51“雪绒花”轰炸机联队于1940年初转移至法国的各个机场。然后基地开始了扩建工程，当中包括1公里长的混凝土起降跑道。而来自里斯蒂森的國家勞役團也迁入了梅明格尔贝尔格。在战争期间，该场地主要由第二驱逐机学院（Zerstörerschule 2）使用。机场还进行过一些新飞机的测试飞行，包括人類航空史上第一種投入实战的噴射機Me 262戰鬥機和Me 264轟炸機。其它作战部队也会在该空军基地作简要驻扎，但有时停留仅数天。
1944年3月18日，基地遭受了首次大规模袭击并造成重大破坏，约800架盟军飞机入侵梅明根上空并进行了1小时15分的持续轰炸，共造成12人当场死亡，至翌日死亡人数增至39人。另一次主要的攻击基地行为发生于1944年7月18日，自11点起共有4波攻击群、每波约50-60架飞机进行轰炸，导致170人死亡、140人受伤。有3座机库被完全摧毁，另3座机库及维修库、宿舍也遭受不同程度的损坏。此外，也有26架飞机摧毁、40架损坏。两天后机场再度遭到袭击，造成18人死亡、7人受伤，并有40架飞机摧毁、30多架损坏，但机场的基础设施仍然得以保留。在此后的数周，机场仍试图将基础设施作简易修复。直至1945年纳粹德国投降，基地还遭受了3次重型轰炸和多次轻型轰炸。在1945年4月9日的盟军进攻中，除了空军基地外，梅明根市内也遭受部分轰炸，导致平民伤亡惨重。梅明根遭受的最后一次攻击是在1945年4月23日，随后，城市政权及空军基地和平移交美国军队。
战争结束后，空军基地中仍维持完好的建筑成为了临时庇护所，收容由德国前东部领土被驱逐出境的德国人。

### 梅明格尔贝尔格军用机场（1954－2003年）

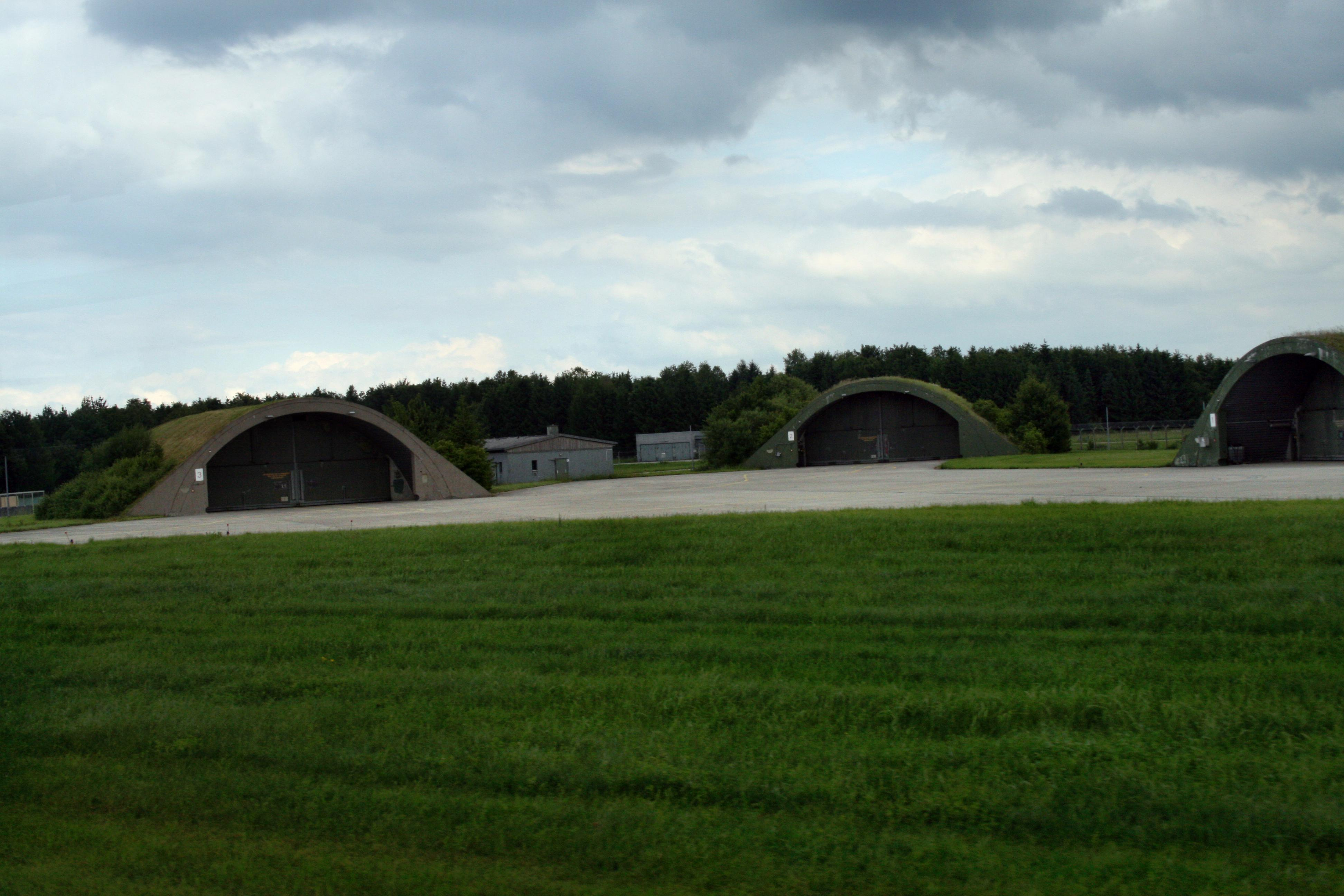
在军用机场时期所修建的飞机掩体

美国空军自1954年起使用空军基地原址作为训练场，并在1955年着手重建起降跑道、机库和楼房的工作。1956年6月，S飞行指挥学校（Flugzeugführerschule S）的先遣队迁入此地，从而为德国空军所使用。自1956年10月起，机场被完全用作飞行训练，配备的机型有派珀PA-18和诺拉特拉斯运输机。学校还提供包括运输机、直升机和仪器飞行的培训。
1959年，飞行指挥学校迁至法斯贝格，而原驻扎当地的德国空军第34战斗轰炸机联队则正式迁入梅明格尔贝尔格。1959年5月5日，时任德國聯邦國防部长的弗兰茨·约瑟夫·斯特劳斯郑重宣布这个其后在1992年获得昵称为“阿尔高”的空军部队在梅明格尔贝尔格投入服务。自那时起，共有约2400名士兵及文职人员工作于机场。
在冷战期间，根据北约的核共享计划，部分美国的核武器也存放在机场。这些武器自1966年至1996年由美国空军一个约400名士兵的联队负责看护，他们被安置在机场中一个独立的区域，并建有属于其自身的设施，包括一所美国学校和超市。
第34“阿尔高”战斗轰炸机联队在2000年底的德国联邦国防军结构调整规划中被决议撤销，2002年12月31日正式停止飞行运作，并于2003年6月30日最终解除编制。梅明格尔贝尔格军用机场也于2004年3月31日关闭，并自同年4月1日起将场地移交德國聯邦財政部管理。

### 梅明根机场（2004年至今）

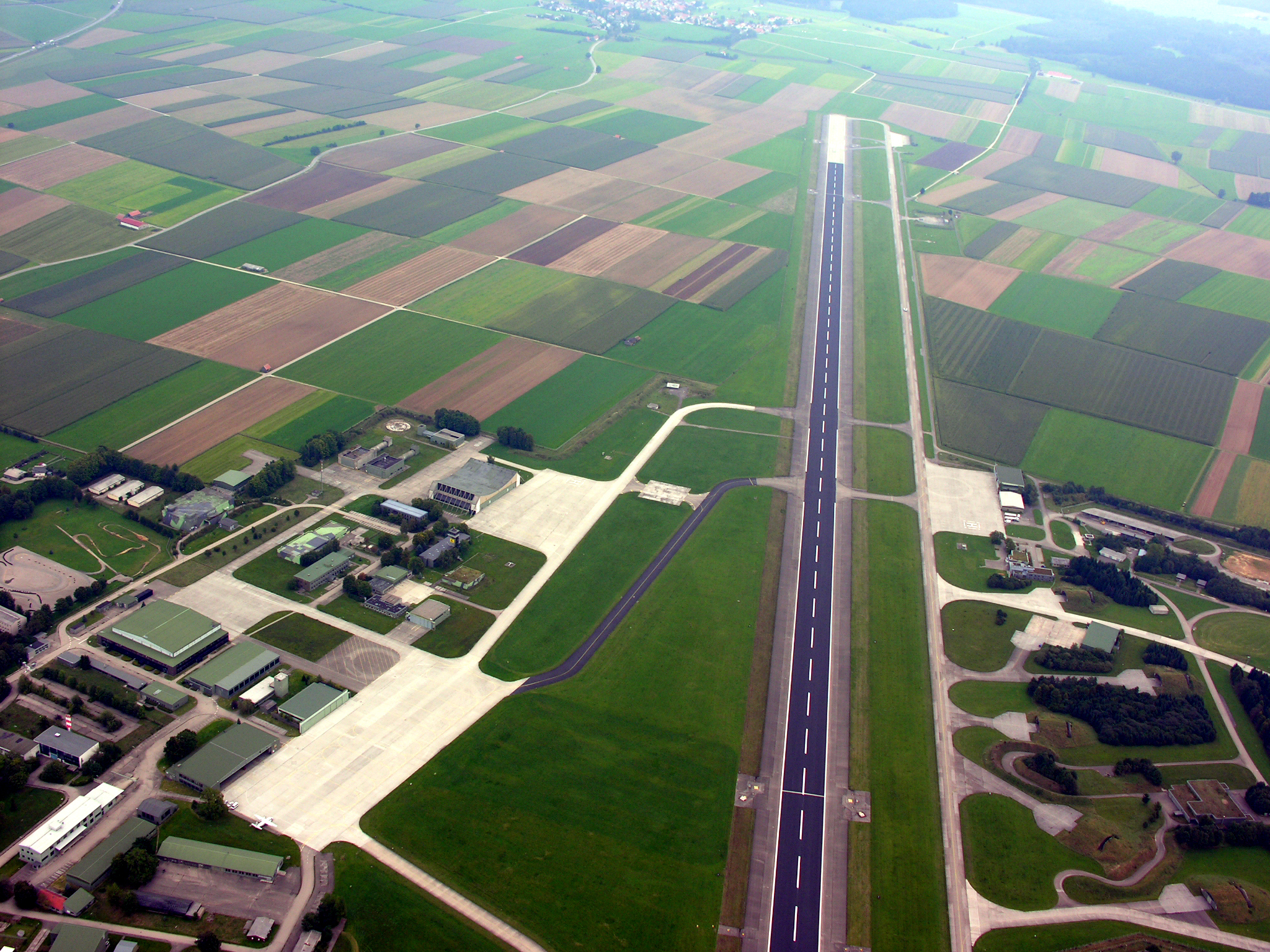
2005年的梅明根机场地形鸟瞰图，左侧为如今的航站楼

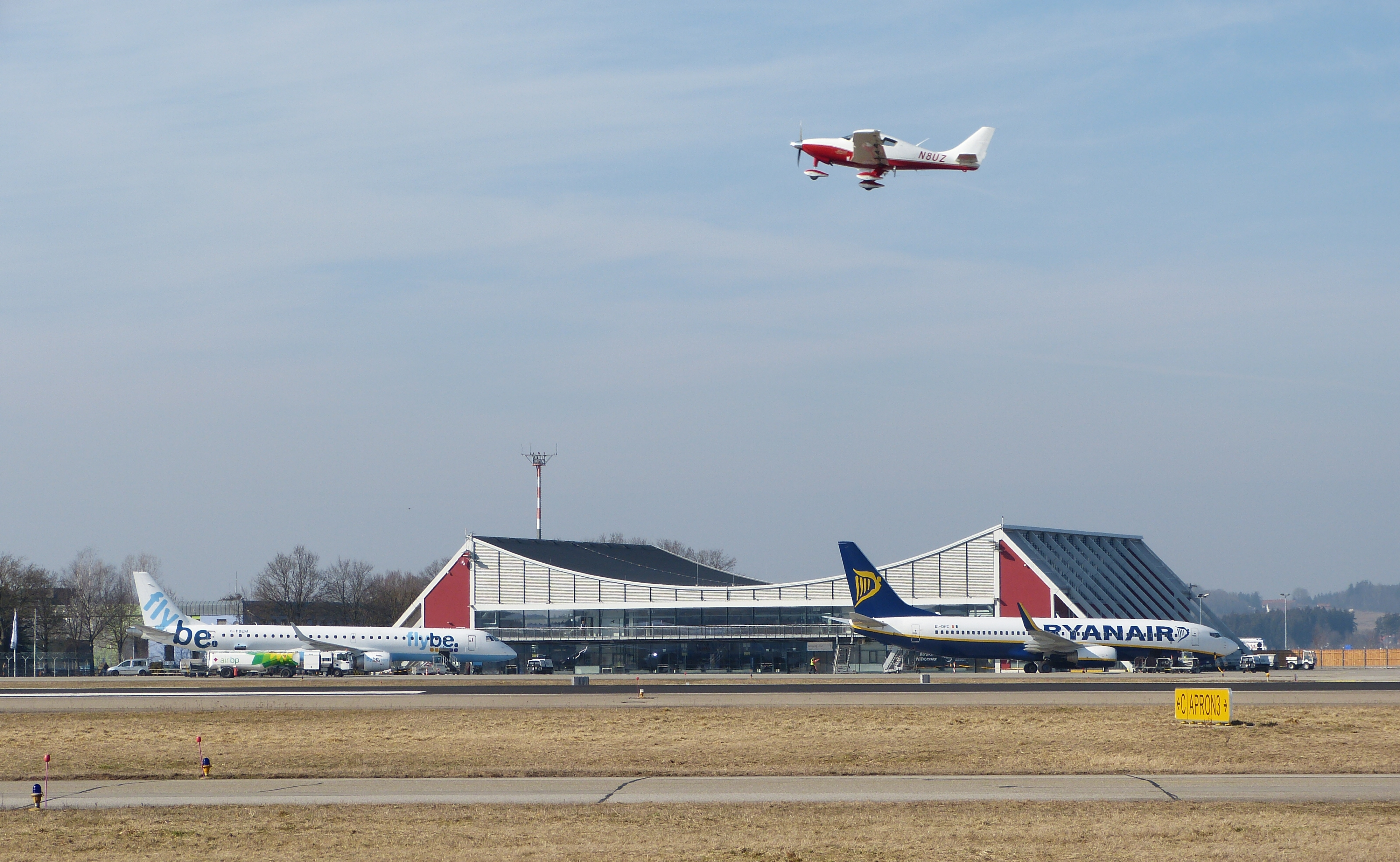
停机坪及航站楼远眺

2002年6月13日，由梅明根和下阿尔高县的本地商家组成的财团创立了阿尔高航空园两合有限公司（air+park allgäu GmbH & Co. KG），即后来的阿尔高机场两合有限公司（Allgäu Airport GmbH & Co. KG），以应对军用机场关闭后转为民用的可能。同年7月31日，机场改变用途的申请提交南巴伐利亚航空安全局审批。2004年7月20日，机场获得阿尔高区域商用机场（Regionaler Verkehrsflughafen Allgäu）资格。同年8月5日，机场开办通用航空的飞行业务，但此时并不设定期或包机航班运作。在2005年的汉诺威工业博览会期间，机场首次提供每日运行的定期航班，但随后因需求不足而被迫取消。另一个计划的定期航班是自2006年8月27日起由道尔航空提供每周两班前往多特蒙德和罗斯托克，却因公司破产而无法执行。作为替代者，瓦尔特航空在梅明根与多特蒙德之间提供每周两次的包机航班，但在为期两个月的阶段中的乘客数量仅录得约100人。
为将机场全面实现商业化改造，2005年6月底，上阿尔高县开始对机场提供48万欧元的注资。2005年9月18日，梅明根居民举行全民公决，并以微弱多数的优势通过向机场提供额外注资20万欧元。下阿尔高县在同日也举行了全民公决，决定为机场提供40万欧元的启动资金。2005年12月15日，运营商与德国联邦住建部历时三年的土地出售谈判宣告结束，总共243公顷的机场土地成为运营商的财产。巴伐利亚州政府鼓励将该军用机场重建为民用客运机场，并同意为此投资补助750万欧元。作为通告程序的一部分，欧盟也在2007年3月同意对机场发放补助。
机场的航空监管机构自2005年12月3日起经过评定后最终决定批准重建工作。巴伐利亚行政法院在这期间驳回了3起由周边社区、当地居民和农夫提请的反对诉讼。尽管德国联邦最高行政法院基于“极为重要”的原则允许上诉，但所有未决诉讼在2007年12月13日举行的听证会后已被最终驳回。
由原军用机场的维修机库改建的航站楼“毕加索大厅”在2007年的定期航班开设前完工，仪表着陆系统和其它设备也在此期间安装完毕，并在原军用机场的场地上新建了停车区、行政及服务大楼。南部的起降跑道则形成了通用航空的区域。在2007年6月开始提供定期航班服务后的12个月内，机场已录得38万人次的客运量。在2008年机场的首个完整财政年度中，机场共发送旅客超过460,000人次。在2008年的夏季时刻表中，机场的停车位数量增加了近1倍，预测可为旅客提供足够的车辆停放点。
自2008年9月25日起，机场正式更名为梅明根机场，并在230/08号航空通告中发布。
2005年，航站楼新建了2座空桥，使空桥总数增至6座，年处理能力增加从而增加至150万人次。2010年预期将发送旅客超过100万人次，而这项统计在2009年约为810,000万人次，较2008年同比增长了约75%。
2010年9月，机场公布了兴建一座酒店的计划，酒店将由原军用机场的医院进行改造和扩建。2010年11月，改造计划进一步调整，建设范围将包括扩建起降跑道、滑行道和航站楼。在该财政年度中，客运量较上年同比增长了12%。
2011年6月，改造计划获得批准实施。起降跑道的宽度由30米拓宽至45米，长度也在随后被延长至2981米。同时停机坪、航站楼及进近程序也按第三類儀器降落系統的标准进行整改，以使跑道24端可满足全天候起降需求。此外，机场还计划新建一座机库及扩建停车场。这项计划的概算投资高达1500万欧元。机场还申请将常规运营结束时间由22点延长至23点，并允许在航班延误的情况下延长至23点30分。2013年3月初，上巴伐利亚行政区政府批准了改建航站楼、新建机库及扩建跑道滑行道的计划，同时还部分同意了机场在若干限制下可延长运营操作时间。

## 航空公司及航点

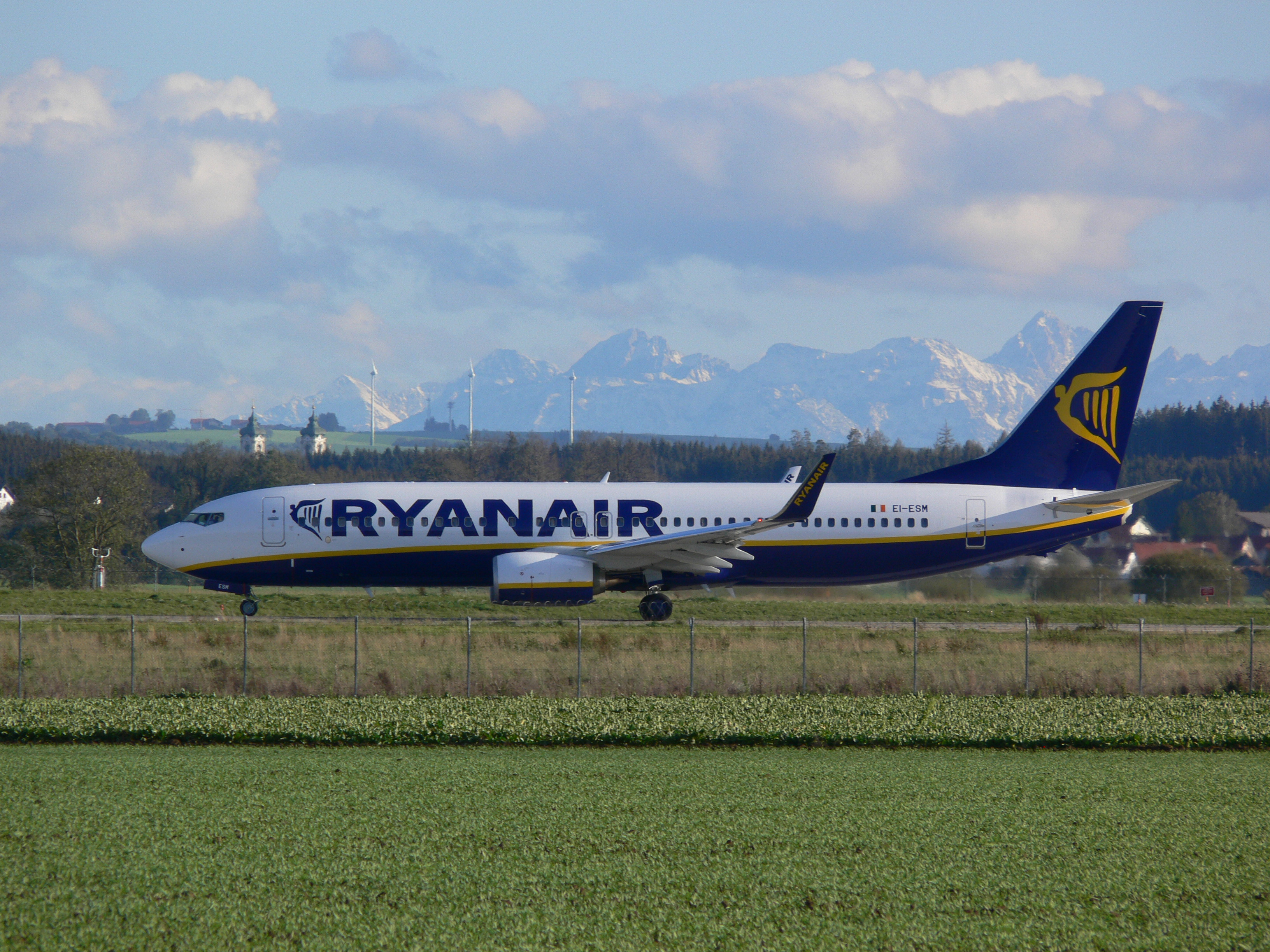
瑞安航空占有机场绝大多数的定期航班比重

### 发展
2007年6月28日，途易飞开始在梅明根机场经营定期航班。最初的航点设有马略卡岛、克里特岛、那不勒斯、罗马、威尼斯和安塔利亚，以及德国国内的柏林和汉堡航线。至2007年的冬季时刻表和2008年的夏季时刻表，其航线逐渐扩大，并增加了新的航点，当中包括科隆和特拉维夫。
2009年3月18日，爱尔兰廉价航空公司瑞安航空宣布，自2009年4月起进驻梅明根机场，并将后者改称慕尼黑西部机场。它最初提供航班飞往阿尔盖罗、阿利坎特、赫罗纳、都柏林、伦敦－斯坦斯特德、比萨和雷乌斯。为此机场在同年5月对航站楼进行了扩建，并在二楼新设立了一个航空公司专属候机区，扩建工程于5月29日完工，由时任巴伐利亚州经济部长的马丁·蔡尔宣布开幕。在2009年秋季，瑞安航空开设的航点已于10月进一步扩大，除原有航点外，新增了不来梅和斯德哥爾摩－斯卡夫司塔，并在11月起飞往苏格兰首府爱丁堡。自那时以来，公司还补充了更多季节性的航点，包括特拉帕尼和法鲁。并随后在2011年夏季时刻表中新增罗马－钱皮诺和马略卡岛。在2012年的夏季时刻表中，公司宣布将开设布鲁塞尔－沙勒罗瓦和布达佩斯两条新航线。
自2009年8月7日起，匈牙利籍航空公司维兹航空在梅明根机场开设航班飞往基辅，并自2009年9月22日至2010年2月提供飞往波兰卡托维兹的航班。公司还曾设有航班连接利沃夫，但不久便因机场扩建工程而暂停，且不再复航。在2011年的夏季时刻表中，公司开设了新的航班飞往塞尔维亚首都贝尔格莱德。维兹航空计划在梅明根机场长期驻扎，以扩大其在德国南部的地位。
至2009年10月25日，由途易飞执飞的航点基本已由柏林航空接管，包括由梅明根至汉堡、科隆（均在此期间停办）和柏林；而途易飞在梅明根的其余航线，包括罗马和比萨等，则在2009年冬季时刻表中被取消。这是该公司自2007年夏天以来首次撤离梅明根机场，却在2010年夏季重新进驻。柏林航空在2010年的冬季时刻表中不再提供飞往柏林的航班。随着德国开始征收航空旅客税，瑞安航空也取消了所有德国国内的航线，不来梅成为梅明根机场最后通达的国内航点。瑞安航空在柏林航空撤离后增强了自身在机场的主导地位，在2010年的冬季时刻表中，其航班比重占全部定期航班的88.2%。
为了飞往更多的旅游目的地以及再度提供德国国内航班，机场的一些合作伙伴与来自慕尼黑的商人格奥尔格·艾森赖希（Georg Eisenreich）成立了游罗巴旅游两合有限公司（touropa touristik GmbH & Co. KG）。这一旅游品牌首先提供含往返航班的旅游度假产品前往大加那利岛、拉帕爾瑪島、塞浦路斯岛、古尔代盖和安塔利亚。因此空中客车A319的传统用户日耳曼尼亚航空获得了游罗巴的特许经营权，并部署在梅明根机场，其航班自2012年的夏季时刻表中开始执行。2012年3月，阿凡蒂航空宣布将以游罗巴的名义自2012年6月起提供前往柏林和汉堡的定期航班，并将一架ATR 72-200以及3名机组和技术人员部署在梅明根。这些航班被重命名为“飞游罗巴”（flytouropa），还可根据个别航班预定由日耳曼尼亚航空提供的服务。但是由于需求不足，飞往柏林和汉堡的航班在2012年12月1日被取消，飞往加那利群岛的航班也于2013年1月12日取消。随着其它航点（塞浦路斯岛、古尔代盖和安塔利亚）在2012年的运营过程期间相继停办，游罗巴已不再于梅明根提供航班。

### 2013年夏季时刻表
在2013年的夏季时刻表中，维兹航空新开设了一条飞往罗马尼亚中部城市特尔古穆列什的航线，并加密了飞往基辅的航班频率。瑞安航空飞往巴塞罗那的计划被取消，并以继续执飞原有的赫罗纳航线作为替代。此外，在瑞安航空开辟了新的基地后，梅明根也设有航班前往克里特岛的哈尼亚和摩洛哥的马拉喀什。
整体而言，在2013年的夏季时刻表中，共有7家航空公司在梅明根机场提供飞往24个航点的服务。
| 航空公司       | 目的地 |
| -------------- | --- |
| 日耳曼尼亚航空 | 卢尔德 |
| 天际航空       | 那不勒斯 |
| 瑞安航空       | 阿尔盖罗，阿利坎特，哈尼亚，都柏林，爱丁堡，赫罗纳，法鲁，伦敦，马拉喀什，马拉加，马略卡岛，波尔图，罗马，斯德哥尔摩，特拉帕尼，巴伦西亚 |
| 途易飞         | 安塔利亚 |
| 維茲航空       | 贝尔格莱德，基辅，斯科普里，特尔古穆列什                                                                                                 |

## 运营商及财务状况
梅明根机场由阿尔高机场两合有限公司（Allgäu Airport GmbH & Co. KG）负责运营。该公司始建于2002年，由来自梅明根及周边地区的8家中型企业共同创建，它们包括舒尔茨磁铁（Magnet-Schultz）、普费弗控股（Pfeifer Holding）、德莎（Dachser）、贝尔格控股（Berger Holding）、汉斯·科尔布纸皮（Hans Kolb Wellpappe）、马哈（MAHA）、和库尔勒控股（Kurrle Holding）。至2012年初，共有70家企业、机构和公司成为机场运营商的有限责任股东，当中80%为中产阶级。一些地方政府，例如肯普滕、考夫博伊伦、东阿尔高县和上阿尔高县则通过阿尔高地区投资有限公司（Allgäuer Regional- und Investitionsgesellschaft mbH）间接参与机场的控股。阿尔高机场两合有限公司在2012年初的总资本为1680万欧元，其中约10%来自公共部门，其余90%来自私人投资者。拉尔夫·施密德（Ralf Schmid）自2002年以来担任公司董事总经理；曼弗雷德·席德尔（Manfred Schilder）则在2008年至2011年间担任公司财务总监。阿尔盖特有限公司（ALLgate GmbH）作为本公司的全资子公司，负责处理乘客业务；此外，由阿尔高机场公司持股40%的洛施机场服务阿尔高有限公司（Losch Airport Service Allgäu GmbH）则负责处理航班业务。
阿尔高机场两合有限公司在成立后第一年的投资主要用于购买机场用地及改造既有设施。至2008年资产负债表已累计亏损800万欧元，并有1100万欧元的长期债务及10万欧元的现金债务，需要股东增加投资。然而，这个资产负债表并不包括巴伐利亚州对基础设施重建的财政补贴，其中部分已提前支付。至2009年年底，通过股东及政府补助，公司已完成投资2200万欧元。同样在2009年，机场的运营首次实现盈利，录得3.5万欧元。这一年的营业额为810万欧元，负债1240万欧元，总资产为1750万欧元。2010年，尽管经历停飞国内航线带来106000欧元损失的困难局面，机场仍实现营业额的增加，达到950万欧元。总计亏损61万欧元，负债1270万欧元，总资产为1890万欧元。董事总经理的股权比例也从上年的23.8%提升至28.7%，达到德国所有机场的平均水平。由于乘客数量的下降，2011年机场录得了更差的收支，其中亏损额达203.084万欧元，股权比例下降至24.6%，负债额上升6.8%至1360万欧元，总资产为1990万欧元。根据已获批的改造计划，机场在未来数年内的基础设施投资额将达到至少1500万欧元。机场公司的高赤字及扩建计划也因此遭到了反对者的批评。

## 运营数据
自从开办定期航班服务后，梅明根机场的旅客发送量不断增加，并在2010年达到顶点，共录得911,609人次。随后于2011年的客运量下降，主要是受到柏林航空在机场停办服务后，国内航线被迫取消的影响。2012年，机场预计客运量将达950,000人次，但实际上仅录得869,937人次。虽然乘客数量与上年同期相比增长了14%，但与其预期值仍有较大差距。下表的数据来源于德国机场协会及德国联邦统计局的统计。根据机场的一份扩建报告指出，预计在2025年机场的年客运量将可达到280万人次。
| \| 年乘客发送量 \| 年乘客发送量 \| 年乘客发送量 \| 年乘客发送量 \| 年乘客发送量 \| \| ------------ \| ------------ \| ------------ \| ------------ \| -------------- \| \| 年份 \| 年份 \| \| \| 客运量（人次） \| \| 2005 \| 2005 \| \| 4,769 \| 4,769 \| \| 2006 \| 2006 \| \| 4,715 \| 4,715 \| \| 2007 \| 2007 \| \| 173,103 \| 173,103 \| \| 2008 \| 2008 \| \| 460,081 \| 460,081 \| \| 2009 \| 2009 \| \| 812,217 \| 812,217 \| \| 2010 \| 2010 \| \| 911,609 \| 911,609 \| \| 2011 \| 2011 \| \| 767,782 \| 767,782 \| \| 2012 \| 2012 \| \| 867,375 \| 867,375 \| |      |  |         |                |
| 年乘客发送量 |      |  |         |                |
| 年份 | 年份 |  |         | 客运量（人次） |
| 2005 | 2005 |  | 4,769   | 4,769          |
| 2006 | 2006 |  | 4,715   | 4,715          |
| 2007 | 2007 |  | 173,103 | 173,103        |
| 2008 | 2008 |  | 460,081 | 460,081        |
| 2009 | 2009 |  | 812,217 | 812,217        |
| 2010 | 2010 |  | 911,609 | 911,609        |
| 2011 | 2011 |  | 767,782 | 767,782        |
| 2012 | 2012 |  | 867,375 | 867,375        |

| \| 年航班起降量 \| 年航班起降量 \| 年航班起降量 \| 年航班起降量 \| 年航班起降量 \| \| ------------ \| ------------ \| ------------ \| ------------ \| -------------- \| \| 年份 \| 年份 \| \| \| 起降量（架次） \| \| 2005 \| 2005 \| \| 5,338 \| 5,338 \| \| 2006 \| 2006 \| \| 5,724 \| 5,724 \| \| 2007 \| 2007 \| \| 10,948 \| 10,948 \| \| 2008 \| 2008 \| \| 7,985 \| 7,985 \| \| 2009 \| 2009 \| \| 10,000 \| 10,000 \| \| 2010 \| 2010 \| \| 10,292 \| 10,292 \| \| 2011 \| 2011 \| \| 8,389 \| 8,389 \| \| 2012 \| 2012 \| \| 10,368 \| 10,368 \| |      |  |        |                |
| 年航班起降量 |      |  |        |                |
| 年份 | 年份 |  |        | 起降量（架次） |
| 2005 | 2005 |  | 5,338  | 5,338          |
| 2006 | 2006 |  | 5,724  | 5,724          |
| 2007 | 2007 |  | 10,948 | 10,948         |
| 2008 | 2008 |  | 7,985  | 7,985          |
| 2009 | 2009 |  | 10,000 | 10,000         |
| 2010 | 2010 |  | 10,292 | 10,292         |
| 2011 | 2011 |  | 8,389  | 8,389          |
| 2012 | 2012 |  | 10,368 | 10,368         |

## 基础设施

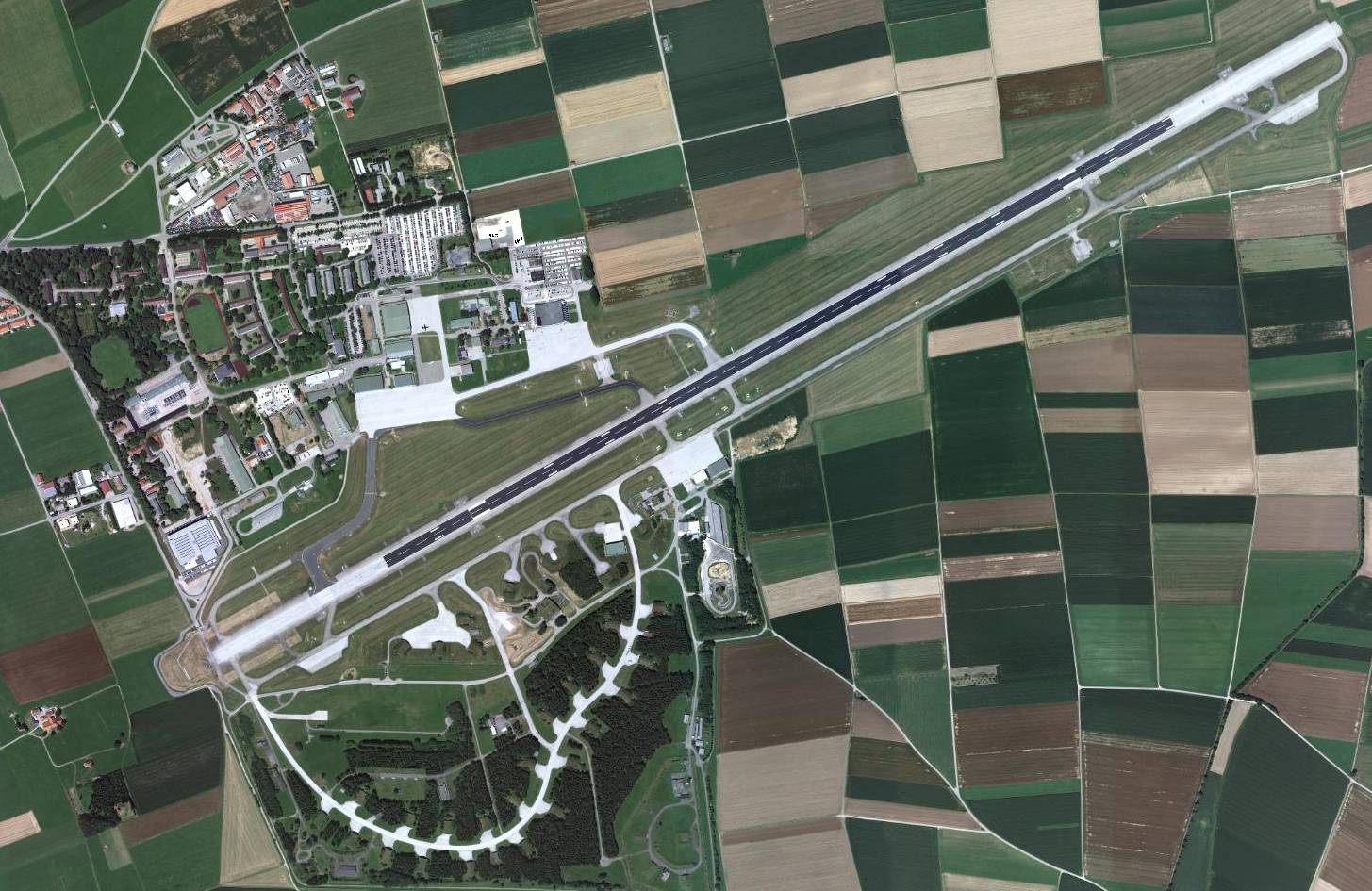
机场鸟瞰图

### 硬件设施
尽管梅明根机场拥有长度达2401米的起降跑道，原则上可以适合较大的飞机例如波音767起降，但在实际运作中，机场仅获国际民航组织批准为4C级别，即仅适用于翼展在36米或以内的飞行器起降。无法起降大型飞机的其它原因还包括受到障碍物（塔台、掩体飞机棚及附近的山林）及地面设施有限的影响——由于此前使用的滑行道较窄（宽12-18米），并与起降跑道的间距（宽30米）较短。因此，梅明根机场所允许起降最大型的飞机为波音737系列及空中客车A320系列。
机场起降跑道的24端可满足第一類儀器降落系統（CAT Ⅰ）的标准进行全天候起降，而跑道两端则均可进行非精密进近程序，包括盘旋进近、全向信标/测距仪进近或全球定位系统进近。
梅明根机场由于技术设备的匮乏而遭到德国飞行员协会的批评，并因此导致其出现在后者每年公布的缺陷报告内。在2011年的报告中较上一年删除了5点缺陷，因相应的滑行道标向照明系统在此期间增设了其建议的跑道警戒灯。2012年，机场再度遭受批评，批评者抗议没有可供定期航班飞机使用的与起降跑道平行的滑行道，并且缺乏停止标线（Stopbars）、跑道中线灯（Runway Centreline Lights）以及完整的跑道末端安全区（Runway End Safety Area）。尽管如此，机场的安全要求仍完全符合国际民航组织的标准，因此它并非是不安全的，但对于超越国际民航组织和和国际飞行员联合会要求的更严格的建议，机场没有完全遵从。
梅明根机场还配备有两台用于冬季的“大象II型”（Elephant-Beta）飞机除冰设备，可将水和乙二醇的混合物加热至约80摄氏度，为飞机实施快速除冰作业。此外，机场还配备有用于混凝土表面的7台扫雪机或吹雪机、3辆扫路机、及2台除冰喷雾机。

### 燃料供应
在机场于1930年代的初期建设阶段，便已建成了一条约4.5公里长的铁路专用线为空军基地提供物资补给。它是由温格豪森-奥托博伊伦铁路在温格豪森附近引出的一条盲肠线，后者则为布洛埃-梅明根铁路的支线。线路于1970年代进行了现代化改造，并铺设了地下输油管道。通过翁格豪森火车站附近建起的泵站可直接供往机场及储油罐，或由油罐车在此进行装载。该设施于2004年随着军用机场的关闭而被拆除。但储油罐仍得以继续使用，用于储存Jet A1型航空煤油。自2008年8月起，其南部还新建了一座加油站，供应100LL型航空汽油。

### 航站楼“毕加索大厅”

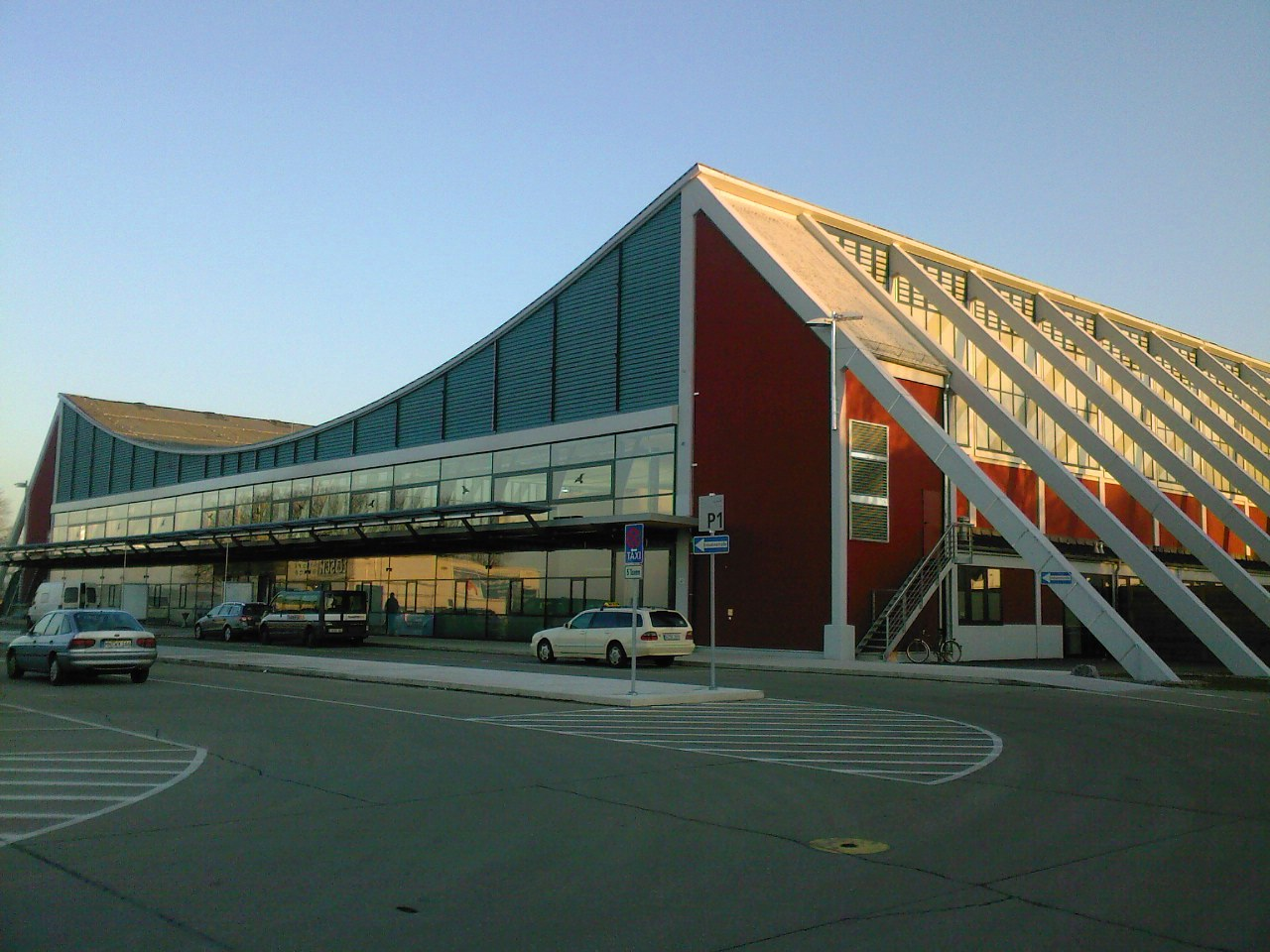
毕加索大厅外观

机场的航站楼是在1958年作为飞机库建成并使用。由于其采用的悬臂樑、弧形天花板和拱壁的设计，因而也被称为“毕加索大厅”（Picasso-Halle）。2006年底，航站楼开始扩建面积达2500平方米并且功能完善的大堂。在3个月内，斥资约300万欧元的航站楼扩建工程在机场正式开设定期航班前完工。在第一阶段扩建中，它最初设计的年处理旅客量为400,000人次，并在北端和南端安装了玻璃立面。航站楼的公共区域共设有10个值机柜台，并提供旅行社、汽车租赁公司柜台和1个小酒馆。出发区内设有3个登机口、安检通道、1个免税商店和1个小酒馆。到达区的托运行李领取处则设有2个行李转盘，并提供验关、安全检查、座位和休息区域。此外，还预留有增设第二层空间的条件。一年后，机场的客运量近50万人次，航站楼已超出其处理能力的极限。2009年，航站楼二层在为期一个月的建设后完工，其中大部分施工是在夜间进行。这个面积为325平方米，增加了150个座席，并且附带一条空桥的新空间于2009年5月29日由时任巴伐利亚州经济部长的马丁·蔡尔宣布开幕。在随后的时间里，二层空间得到进一步的扩建。因此，在2010年5月21日，增加了电梯、室内及室外楼梯、小酒馆和两条空桥，面积为440平方米的二层新空间宣告落成并投入使用。其中5、6号空桥主要用于非申根航班。为这项航站楼扩建工程，机场共投入约170万欧元。

### 管制塔

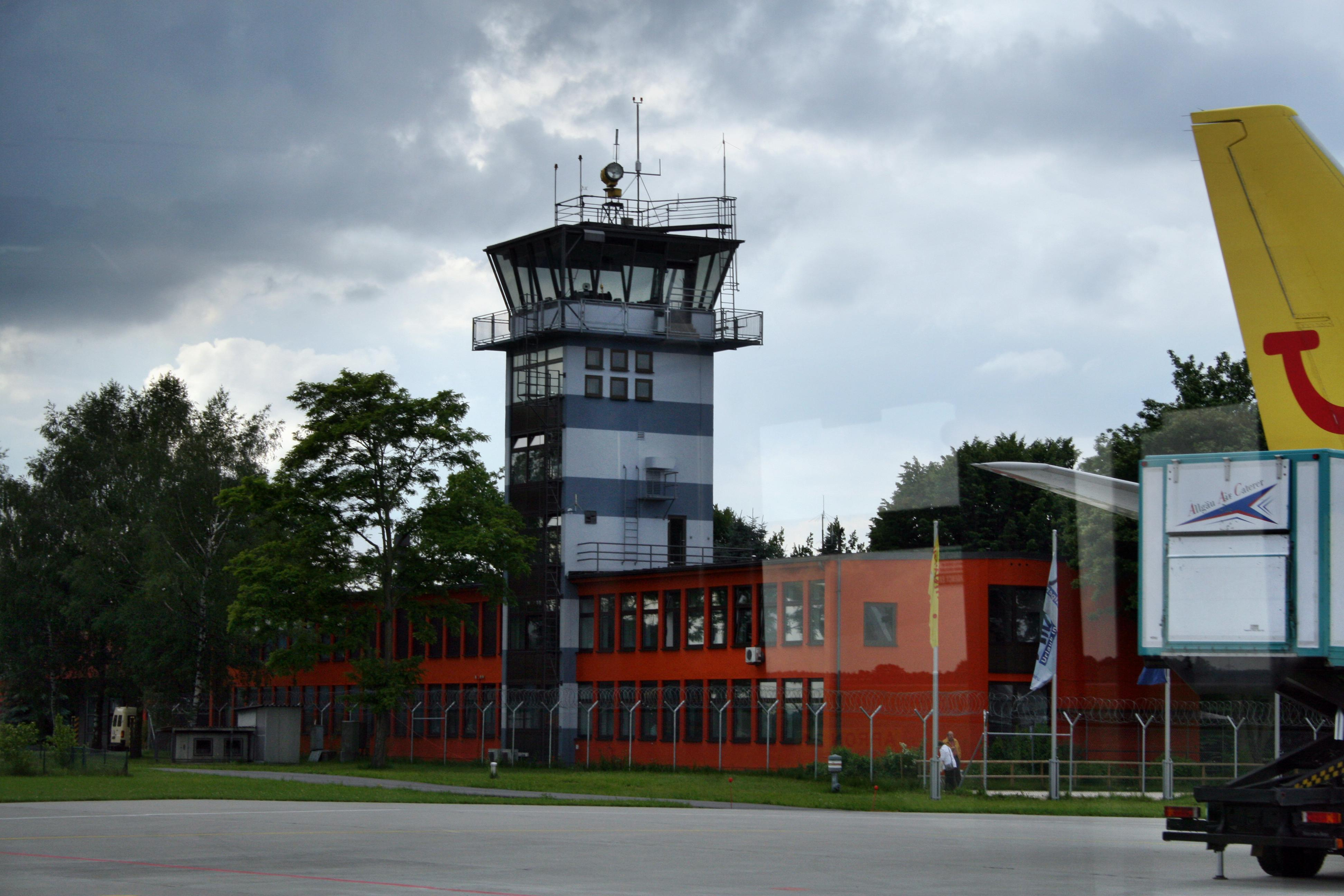
机场塔台外观

机场的塔台于1961年建成投入运作。与塔台基座毗邻的是机场的管理部门。自2007年6月22日起，塔台由德国塔台公司进行操作，这是德国航空交通管制局的子公司，主要专注于小型和中型机场的管制。机场的甚高频无线电频谱为126.850兆赫，ATIS频谱为118.850兆赫，地面频谱为121.675兆赫。

### 雇员
在2012年3月，共有98名全职及兼职员工直接受雇于阿尔高机场公司。另外在机场工作的218人则直接归属于在该地区提供航班相关业务的第三方公司。由于在原军用机场落户的新公司仅能创造438个就业岗位，因此军用机场通过决议，将原有提供超过750个的工作岗位调迁至其他地方并予以安置。

### 安全

#### 海关
机场运营公司在开始定期航班服务前便已申请有限度的海关运作资格。然而这在最初遭到拒绝，导致非申根航班的验关手续必需提前24小时通知。由于附近的海关当局缺乏足够人手，验关手续只能由来自巴伐利亚森林的官员定期前往处理，当中产生的差旅费及食宿费则由机场运营公司承担。机场还要求在2008年设立一个永久性的税务机关办公室，以应对日益增加的非申根国的航班数量。但这一请求已被德国联邦财政部于2007年10月否决，其理由是在德国南部已有足够的机场海关，预期再提供类似服务将不会得到充分利用。但非欧盟国家的验关变得更容易一些：德国联邦财政部指示奥格斯堡海关总署有义务在机场每周来自土耳其安塔利亚的航班时提供强制性的机场海关。从此，机场的验关手续由来自该地区的海关官员接管控制，并且只需在航班起降前1小时通知即已足够。经过漫长的谈判，梅明根机场于2010年8月宣布将设立一个独立的海关办公室以替换临时驻扎于此的官员，因此也不再需要对非申根国航班的特别通知程序。

#### 消防

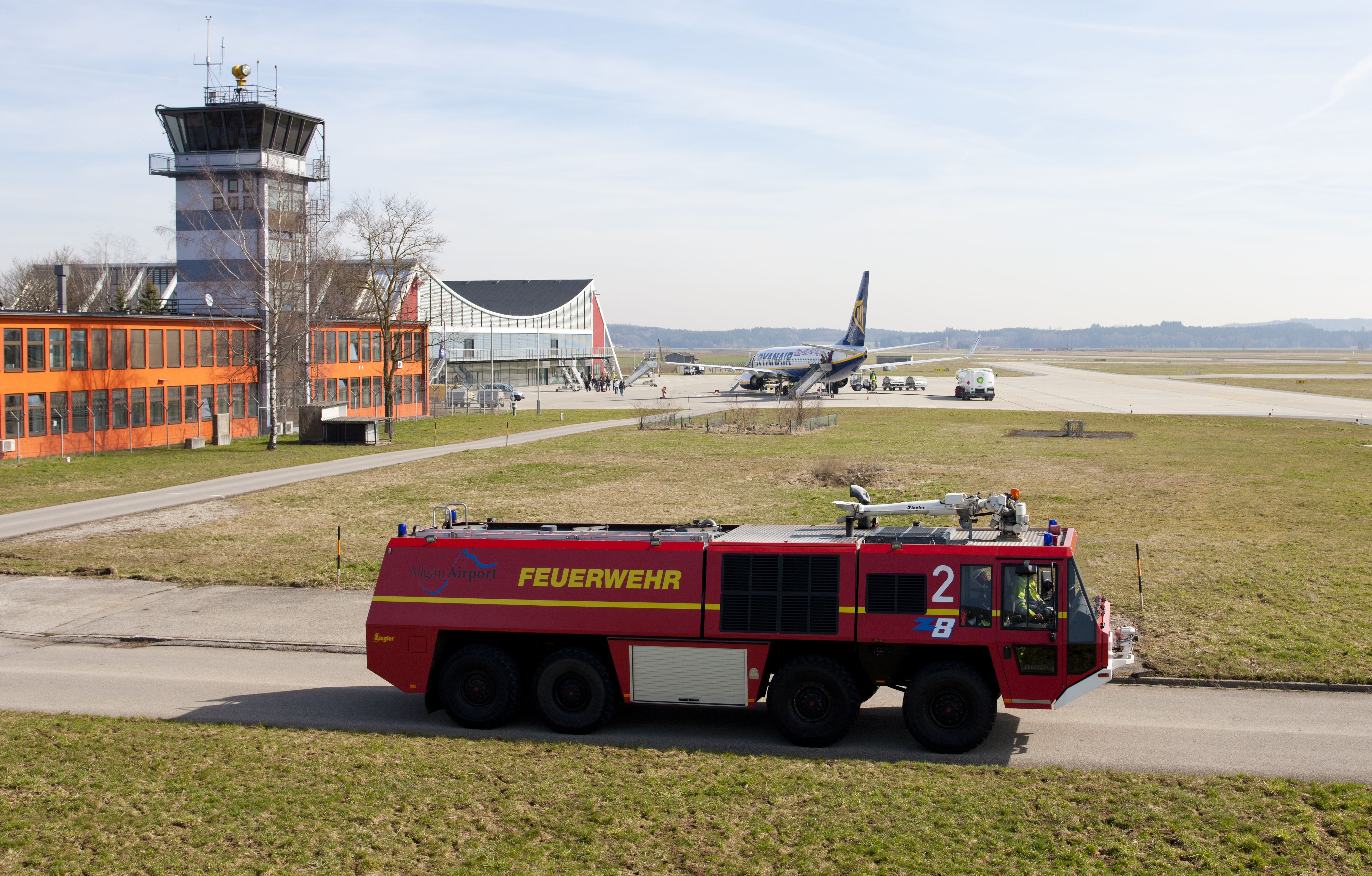
机场专用消防车

机场消防局由29名消防员进行三班制轮换，以确保在整个机场运作时间内维持戒备。其车队由1辆福特F-350多用途车、3辆机场专用消防车组成，其中2辆为MAN/齐格勒Z8型消防车，可容纳12000公升水和1500公升灭火泡沫；1辆为奥什科什消防车，可容纳6000公升水和800公升灭火泡沫。此外，还有一辆可携带4000公斤干粉的MAN牌干溶剂消防车和1辆梅赛德斯-奔驰斯宾特救护车。这些都驻扎于原军用机场时期建成的同一座建筑物内。机场的消防级别为国际民航组织的第7类（飞机翼展可达至49米），并可申请升级至第9类（至76米）。

#### 鸟击
为了防止鸟击，机场也采取了相应的预防措施。跑道周边的所有灌木均被移除，以防止其结出可能招引鸟类的浆果。交通标示牌也都加装了针型栅格，使其无法被鸟类驻足。作为补偿，机场在危险区域外安装了专门的栖架。在每次航班起降前，工作人员还会尝试驱逐附近的鸟类，方式包括发出铜号声、恐吓性射击和照明弹等。对于定期游弋在机场范围内的乌鸦及游隼则制定额外的保护措施。

## 批评
早在2002年，当联邦国防军计划撤离机场时，机场的反对者便合组了一个名为“梅明格尔贝尔格飞行场停止飞行噪音行动组”（Aktionskreis Stopp dem Fluglärm, kein Flugplatz Memmingerberg）的组织。联邦国防军撤出后，它于2004年4月转变为一家慈善组织，以阻止该场地转为民航用途和保护公民免受飞行噪音骚扰，并在2009年更名为“公民反对飞行噪音组织”（Bürger gegen Fluglärm）。该组织的宗旨是对阿尔高机场扩建项目造成阻力，它们积极支持对飞行噪音的投诉、监督运营商是否遵守法律法规、反对国家和地方的财政补助、解答航空运输对环境的影响以及对媒体报道提供附加信息。它于2002年11月在梅明根的剧院广场组织了反对军用机场后续转为民用的示威集会，有3500人参与。2004年3月，有4000多人参与了在梅明根的再一次示威。
在2011年的机场扩建计划审批程序中，南巴伐利亚航空安全局在8月的前两个星期内便收到了964项反对意见。除了私人反对者外，公民反对飞行噪音组织、德国交通俱乐部和德國環境與自然保護聯盟也对扩建项目提出异议，并明确阐述了在广泛征求各方意见后，强烈反对阿尔高机场延长运营时间和扩充运能。
2012年1月10日及11日，在审批机关的指示下，召开了有关计划审批程序的听证会。会上关于机场基础设施扩建的必要性及延长运营时间的依据受到较大争议。德國環境與自然保護聯盟以气候保护为由再次反对，德国交通俱乐部也对机场可能面对的金融风险提出警告。公民反对飞行噪音组织拒绝接受的理由则是机场的经济状况及环境条件均不适宜扩能，并要求对飞行噪音作充分的保护。

## 梅明根飞行运动组织
梅明根飞行运动组织（Sportfluggruppe Memmingen）的前身始建于1936年，但随着第二次世界大战的爆发而被迫结束。1950年，组织被重新创建，在当时主要是进行滑翔机飞行。该组织还协助进行机场起降跑道的重建工作，尽管其可用状态非常有限。在接下来的几年，该组织的牵引车、卷扬机等设备的库存稳步上升。同时，居民呈现了对飞行的浓厚兴趣，从梅明根集市广场和哈尔霍夫（Hallhof）出现的各类飞行器可见一斑。联邦国防军在1955年接管机场恢复飞行作业后并没有对飞行运动组织的运作造成影响，相反还有许多军事飞行员加入了飞行运动组织。与此同时，自1960年代中期开始发展的联邦国防军飞行运动组织也成立了“梅明格尔贝尔格飞行运动组织”（Sportfluggruppe Memmingerberg），主要提供滑翔机及动力伞飞行。1995年，两个组织合并，并重命名为“梅明根飞行运动组织”（Sportfluggruppe Memmingen e.V.）。